# Aerenea trigona
Aerenea trigona är en skalbaggsart som beskrevs av Francis Polkinghorne Pascoe 1858. Aerenea trigona ingår i släktet Aerenea och familjen långhorningar. Inga underarter finns listade i Catalogue of Life.